# Laurent Hilaire
Laurent Hilaire (Parigi, 8 novembre 1962) è un ballerino francese.

## Biografia
Laurent Hilaire fu ammesso alla Scuola di danza dell'Opéra di Parigi nel 1975 e quattro anni dopo, nel 1979, entrò nel copo di ballo del Balletto dell'Opéra di Parigi all'età di diciassette anni. Nel 1985 Rudol'f Nureev, direttore della compagnia, lo promosse ad etoile dopo una rappresentazione de Il lago dei cigni. Hilair fu etoile della compagnia per ventidue anni, prima del suo ritiro dalle scene nel febbraio 2007. Nel 2004 vinse il Prix Benois de la Danse. Nel 2005 era diventato maestro di balletto della compagnia, una posizione che mantenne fino al 2014, mentre dal 2011 è direttore artistico associato della compagnia.